# Benedictus Pererius

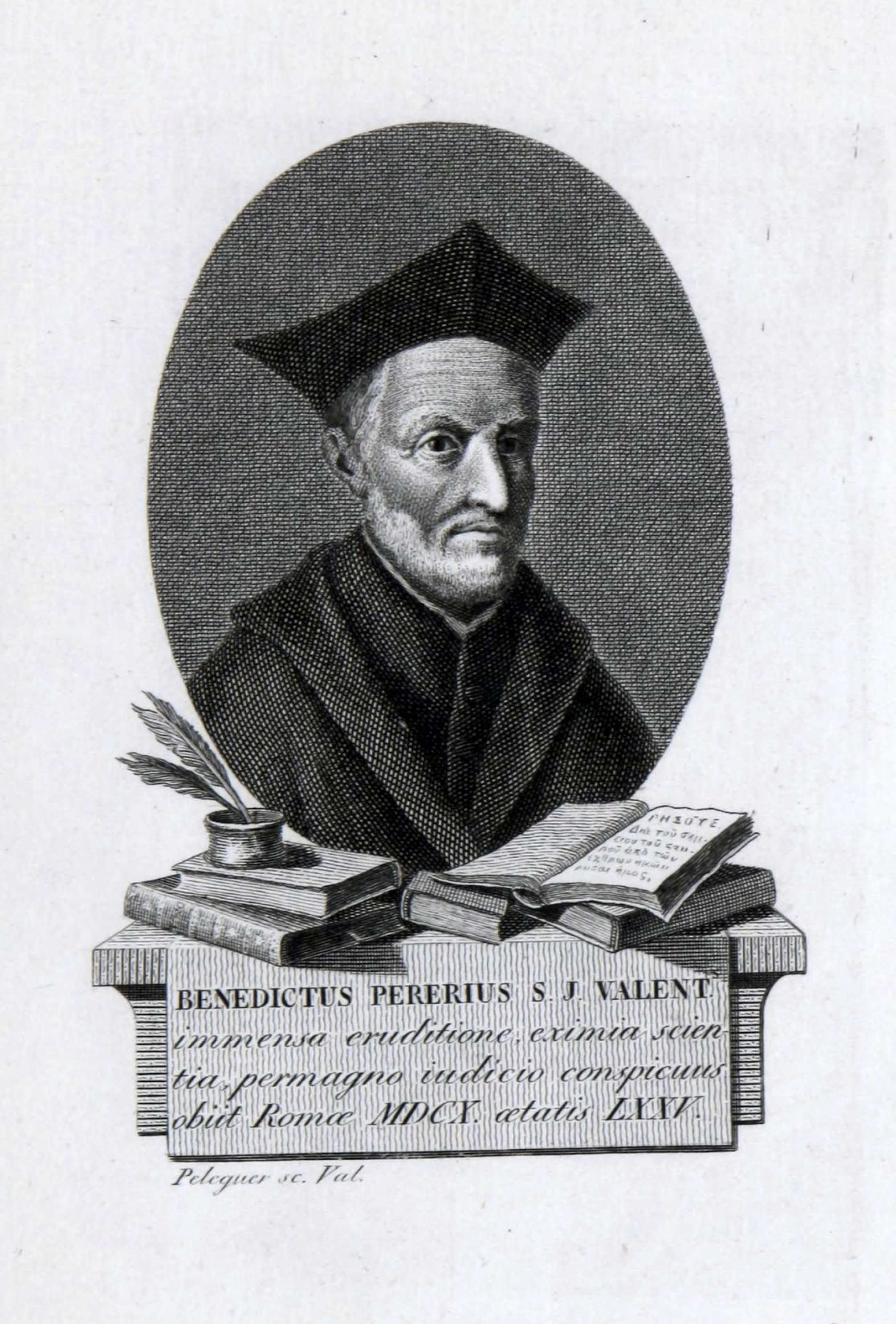
Benedictus Pererius

Benedictus Pererius, SJ, (spanisch Benito Pereira, katalanisch Benet Pereira; * 1535 in Russafa (heute zu Valencia); † 6. März 1610 in Rom) war ein Theologe und Philosoph aus dem Königreich Aragón.

## Leben und Werk
Pererius war 1552 dem Jesuitenorden beigetreten. Er lehrte von 1576 bis 1610 als Professor am Collegium Romanum in Rom zunächst Logik, Naturphilosophie und Metaphysik. Ab 1558 lehrte er auch Theologie. Er war damit einer der ersten Professoren am Collegium Romanum. Er war Mitverfasser der Ratio studiorum, der Erziehungsleitschrift des Jesuitenordens.
In der Philosophie schlug Pererius als erster die Konstitution einer von der Theologia naturalis (Metaphysica specialis) gesonderten Metaphysica generalis vor, die später unter dem Begriff der Ontologie gefasst wurde. In seinem Genesis-Kommentar behandelte er als Exeget auch philosophische Fragen. Er wurde wegen seiner Gelehrsamkeit von Zeitgenossen hoch gelobt. Der Jesuit und Kirchengeschichtler Burkhart Schneider qualifizierte Pererius Schreibstil als weitschweifig.